# AntiX
antiX es una distribución GNU/Linux, originalmente basada en SimplyMEPIS, que a su vez se basa en Debian Stable. Es comparativamente liviano y adecuado para computadoras más viejas, mientras que también proporciona kernel y aplicaciones de vanguardia, así como actualizaciones y adiciones a través del sistema de paquetes apt-get y repositorios compatibles con Debian. 
La versión 19 antiX ofrece Sysvinit y runit como una opción para el sistema de inicio.
A partir de la versión 22, antiX se ofrece sin elogind para arquitectura de 32 y 64 bits.

## Requisitos del sistema
- Preferido: 256 MB de RAM y 1 GB de espacio en el disco duro.
- Mínimo: 128 MB de RAM y 1 GB de espacio en disco duro.
- Instalación: 2,7 GB de espacio en el disco duro.[3]

Además de la versión LIVE estándar, hay otras versiones de antiX disponibles (base y core), lo que permite instalaciones con cantidades aún menores de RAM, espacio en el disco duro y limitaciones generales de hardware.

## Versiones
antiX está disponible para arquitecturas IA-32 y x86-64, y viene en 3 versiones:
- 'Full' , que instala una gama completa de aplicaciones
- 'Base' , que permite al usuario elegir su propia suite de aplicaciones.
- 'Core-libre' , que permite al usuario tener un control total sobre la instalación

A estas tres versiones se unió antiX MX en 2014, desarrollado en cooperación con la Comunidad MEPIS. Utiliza Xfce como el entorno de escritorio predeterminado, se basa directamente en Debian, en su rama "stable", es muy estable y ofrece un rendimiento sólido desde un espacio de tamaño medio. Desde noviembre de 2016, MX Linux ahora aparece como una distribución separada en DistroWatch.

## Lanzamientos
| Versión | Nombre en clave      | Fecha                   |
| ------- | -------------------- | ----------------------- |
| 6.5     | Spartacus            | 9 de julio de 2007      |
| 7.0     | Lysistrata           | 30 de octubre de 2007   |
| 7.2     | Vetëvendosje         | 16 de mayo de 2008      |
| 7.5     | Toussaint Louverture | 24 de agosto de 2008    |
| 8.0     | Intifada!            | 14 de febrero de 2009   |
| 8.2     | Tȟašúŋke Witkó       | 24 de julio de 2009     |
| 8.5     | Marek Edelman        | 12 de abril de 2010     |
| M11     | Jayaben Desai        | 3 de mayo de 2011       |
| 12      | Edelweißpiraten      | 7 de agosto de 2012     |
| 13      | Luddite              | 2 de julio de 2013      |
| MX-14.4 | Symbiosis            | 23 de marzo de 2015     |
| 15      | Killah P             | 30 de junio de 2015     |
| MX-15   | Fusion               | 24 de diciembre de 2015 |
| 16      | Berta Cáceres        | 26 de junio de 2016     |
| 17      | Heather Heyer        | 24 de octubre de 2017   |
| 17.1    | Heather Heyer        | 18 de marzo de 2018     |
| 17.2    | Helen Keller         | 5 de octubre de 2018    |
| 17.4.1  | Helen Keller         | 28 de marzo de 2019     |
| 17.5    | Helen Keller         | 9 de enero de 2022      |
| 19      | Marielle Franco      | 17 de octubre de 2019   |
| 19.1    | Marielle Franco      | 23 de diciembre de 2019 |
| 19.2    | Hannie Schaft        | 28 de marzo de 2020     |
| 19.3    | Manolis Glezos       | 16 de octubre de 2020   |
| 19.4    | Grup Yorum           | 21 de mayo de 2021      |
| 19.5    | Grup Yorum           | 25 de enero de 2022     |
| 21      | Grup Yorum           | 31 de octubre de 2021   |
| 22      | Grup Yorum           | 19 de octubre de 2022   |